# وصي العرش
وصي العرش (بالإنجليزية: Regent؛ من الأصل اللاتيني regens؛ وتعني من يحكم)، لقب غير رسمي، قد يرتقي في بعض الأحيان للرسمية، يُمنح لرأس الدولة الملكية ومدير شؤونها بصفة مؤقتة، والذي يتولى مقاليد الحكم لعدم قدرة عاهل المملكة على الضلوع بمهام منصبه بسبب المرض أو ما شابه، أو لعدم بلوغ الملك السن القانونية المنصوص عليها في دستور المملكة لاعتلاء سدة الحكم منفردًا.
كما يُطلق لقب الأمير الوصي، أو الأميرة الوصية، على القائم بأعمال الوصاية إذا ما تولى المنصب بحسب صلته بالعائلة المالكة ودوره في ترتيب الخلافة، قد يكون الوصي هيئة أو فردا . كما تسمى مدة حكم وصي العرش للبلاد بالوصاية، وهو المصطلح الدستوري نفسه المستخدم للإشارة للفترات المؤقتة لاعتلاء عرش البلاد.

## موضوعات متعلقة
- قائمة الأوصياء - يضم قائمة كاملة بالأوصياء على عروش الممالك المختلفة على مدار التاريخ.